# Ferdinand Maria Chotek
Ferdinand Maria Chotek (8. září 1781 Vídeň – 5. září 1836 Praha) byl příslušník starého českého šlechtického rodu Chotků z Vojnína, biskup tarnovský (1831–1832) a čtvrtý arcibiskup olomoucký (1832–1836).

## Životopis
Ferdinand Maria Chotek byl vysvěcen na kněze 29. prosince 1805 a 14. dubna 1817 byl jmenován pomocným biskupem olomouckým a titulárním biskupem ptolemájským. Vysvěcen byl 1. června téhož roku, svěcení provedli olomoucký arcibiskup Maria Tadeáš Trauttmansdorff a brněnský biskup Václav Urban Stuffler. V roce 1831 byl jmenován tarnovským biskupem, ale krátce poté zemřel olomoucký arcibiskup Rudolf Jan a Ferdinand Maria Chotek byl v roce 1832 jmenován jeho nástupcem. Zemřel v Praze na choleru.